# Yoncabayırı, İmranlı
Yoncabayırı là một xã thuộc huyện İmranlı, tỉnh Sivas, Thổ Nhĩ Kỳ. Dân số thời điểm năm 2011 là 100 người.